# Santa Teresa (La Pampa)
Santa Teresa is een plaats in het Argentijnse bestuurlijke gebied Guatraché in de provincie La Pampa. De plaats telt 694 inwoners.